# Corsa Coppi
La Corsa Coppi  est une ancienne course cycliste en ligne italienne disputée de 1964 à 1967 au Piémont. 
L'épreuve se disputait dans la région du Piémont sur le parcours Torino-Castellania pour les deux premières éditions.

## Palmarès
| Année | Vainqueur        | Deuxième         | Troisième         |
| ----- | ---------------- | ---------------- | ----------------- |
| 1964  | Michele Dancelli | Italo Zilioli    | Vittorio Adorni   |
| 1965  | Gianni Motta     | Franco Bitossi   | Imerio Massignan  |
| 1966  | Felice Gimondi   | Michele Dancelli | Franco Bitossi    |
| 1967  | Michele Dancelli | Luciano Galbo    | Wladimiro Panizza |